# ГЕС Фрамрусте
ГЕС Фрамрусте — гідроелектростанція у південній частині Норвегії, за сотню кілометрів на південний схід від Олесунна. Знаходячись перед ГЕС Øyberget, становить верхній ступінь у каскаді на Отті, правій притоці річки Гудбраннсдалслоген (через озеро Мйоса, Ворму та Гломму належить до басейну Осло-фіорду).
Ще в 1942 році з метою накопичення ресурсу в басейні Гломми на верхній Отті спорудили греблю Breidalsvatn, яка первісно належала до типу trebukkedam — дерев'яних споруд, котрі мають похилену в бік нижнього б'єфу площину, підтримувану поставленими під кутом численними розпорками. Згодом її замінили на бетонну гравітаційну греблю. Сховище Breidalsvatn має припустиме коливання рівня поверхні між позначками 887 та 900 метрів НРМ і корисний об'єм 70 млн м3.
А у 1952-му на правій притоці Отти річці Фрамрусте звели аркову бетонну греблю Raudalsvatn заввишки 41 метр, котра створила водойму з коливанням рівня поверхні між позначками 882 та 913 метрів НРМ і корисним об'ємом 166 млн м3.
На початку 21-го століття наявні резервуари вирішили залучити для створення нової гідроенергетичної схеми. Від Breidalsvatn до Raudalsvatn проклали тунель довжиною біля 14 км (завершений у 2008-му), тоді як від другого з цих сховищ починається головний дериваційний тунель завдовжки 5,6 км. Він прямує під гірським масивом на правобережжі Фрамрусте та подає ресурс до підземного машинного залу (введений в експлуатацію у 2005-му).
Основне обладнання станції становить турбіна типу Френсіс потужністю 76 МВт, яка при напорі у 321 метр забезпечує виробництво 325 млн кВт-год електроенергії на рік.
Відпрацьована вода через відвідний тунель довжиною біля 1,5 км транспортується в Отту до озера Poyllvatnet.